# Klotho
För andra betydelser, se Klotho (olika betydelser).

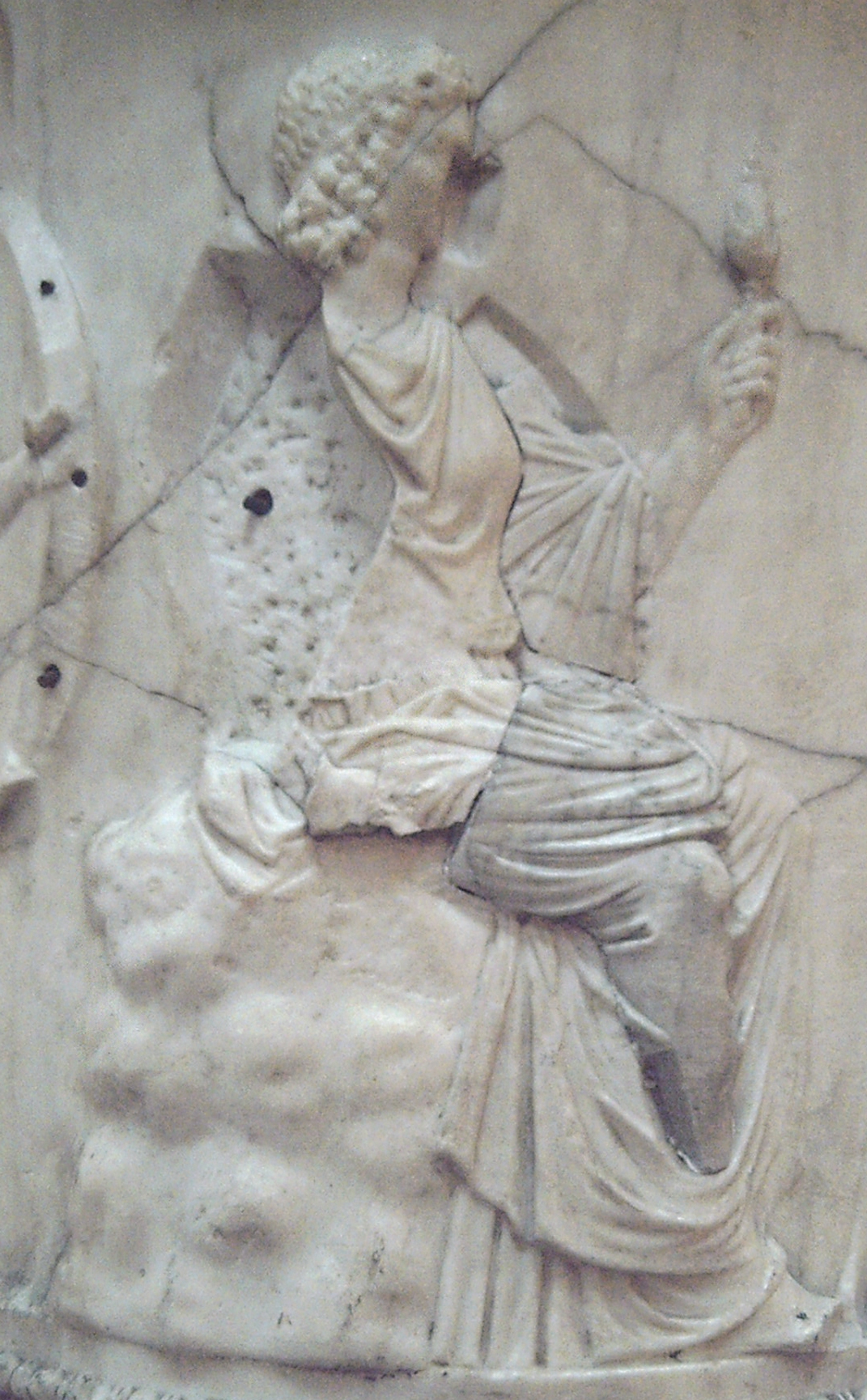
Klotho avbildad med en slända i handen. Romersk relief från 100-talet e.Kr., troligen kopia av ett äldre original.

Klotho, ”den spinnande”, var i grekisk mytologi en av de tre ödesgudinnorna moirerna; de två andra var Lachesis och Atropos. Benämningen Klotho härstammar förmodligen från det grekiska verbet ”klothein”, att spinna. Som namnet redan antyder hade Klotho till uppgift att spinna livets tråd och hade således hand om födelseögonblicket. Av de grekiska konstnärerna avbildades Klotho med bland annat en slända som attribut.

## Användningar av namnet
Genom associationen av Klotho med verbet spinna, har namnet används vid benämning av olika arter av spindlar. Först ut var Latreille 1809 med att ge en av honom nyupptäckt spindel inom familjen Oecobiidae och släktet Durandi namnet Clotho durandii. Senare förärades ytterligare att antal nyupptäckta spindlar med ödesgudinnans namn; flera av dem även de i släktet Durandi, men inte alla. Se exempelvis C. W. Hahns och C. L. Kochs omfattande flerbandsverk Die Arachniden som publicerades mellan 1831 och 1848.